# Riem Arcaden
De Riem Arcaden is qua oppervlakte het grootste winkelcentrum van München. Het werd gebouwd in de wijk Messestadt Riem aan de Willy-Brandt-Platz en geopend in 2004. In 2018 werd het centrum uitgebreid.

## Het gebouw
Het gebouw was ontworpen door architectenbureau Nietz Prasch Sigl uit Hamburg (tegenwoordig Tchoban Voss). De bekende grote winkelketens zijn vertegenwoordigd in ongeveer 140 speciaalzaken en gastronomisch aanbod, verdeeld over drie verdiepingen en 61.100 m² winkelruimte. Jaarlijks trekt het winkelcentrum zo'n 9 miljoen bezoekers. 
Op de bovenverdieping bevinden zich enkele cafés omringd door winkels zoals Hugendubel, Depot, Müller en Zara, waarvan sommige zich uitstrekken tot de begane grond. In het middengedeelte van de begane grond zijn restaurants en restaurantketens als Nordsee en McDonald’s vertegenwoordigd. Naast veel kleinere winkels zijn er ook filialen van Saturn, Fielmann, Edeka met een postkantoor en C&A op de benedenverdieping.
Verder omvat de Riem Arcaden een parkeergarage met 2.600 parkeerplaatsen, 30.000 m² kantoorruimte, 62 appartementen en een Novotel hotel met circa 250 kamers.
De oorspronkelijk plannen voor een multiplexbioscoopcentrum met 3.000 zitplaatsen werden geschrapt. In plaats daarvan werd op het voorheen voor dit doel gereserveerde terrein aan de westkant van de Willy-Brandt-Platz extra winkelruimte gebouwd, waaronder een nieuwe Aldi en op de bovenste verdiepingen een hotel van de keten Motel One .
Een ander bijzonder kenmerk van de Riem Arcaden is dat in de sinds 1999 nieuw gebouwde wijk Messestadt Riem buiten het winkelcentrum geen winkels of supermarkten zijn gebouwd of gepland. Naast hun regionale betekenis als groot winkelcentrum vervult de Riem Arcaden ook de rol van dagelijkse winkelcentrum voor een hele wijk.
De Riem Arcaden zijn samen met lokale scholen, kleuterscholen en sociale initiatieven betrokken bij verschillende liefdadigheidsprojecten zoals de “Riem Arcaden Run” voor mensen met kanker. 

## Willy Brandt-Platz
Van 2016 tot 2018 werden de Riem Arcaden en Willy-Brandt-Platz uitgebreid volgens plannen van Allmann Sattler Wappner, Er is een opvallend wit vleugeldak met acht paar steunen toegevoegd; het vormt het ruimtelijke uiteinde van het plein en dient als herkenningspunt.

## Bereikbaarheid
De bereikbaarheid van de Riem Arcaden wordt gegarandeerd door de Autobahn 94 en het metrostation Messestadt West (direct voor de hoofdingang). Naast de metrolijn U2 stoppen daar ook de buslijnen 139, 183, 190, 234, 263 en 264.